# Maple Rapids
Maple Rapids – wieś w Stanach Zjednoczonych, w stanie Michigan, w hrabstwie Clinton.